# اسب باختری
اسب باختری (نام علمی: Equus occidentalis) نام یک گونه از سرده اسب‌ها است.